# Тополага Костянтин Едуардович
Костянтин Едуардович Тополага (рос. Константин Эдуардович Тополага; нар.24 квітня 1967, Владивосток, РСФСР) — російський актор театру і кіно, режисер. Заслужений артист РФ (2005).

## Життєпис
Костянтин Тополага народився 24 квітня 1967 року. Dиріс в творчій родині, його мати — Віолетта Володимирівна Тополага була професором Воронезької академії мистецтв, а батько — Едуард Тополага, був режисером-документалістом, працював на телебаченні. У Костянтина є старший брат — Георгій, теж актор за освітою.
Раннє дитинство Костянтина Тополаги пройшло на батьківщині мами у Владивостоці. Потім сім'я переїхала на три роки в Краснодар, так як мати почала працювати в місцевий інститут культури. А в школу Костянтин Тополага пішов уже у Воронежі, де в Інституті мистецтв з 1974 року викладала його мама.
У 1990 році закінчив Воронезький інститут мистецтв (педагог Віолетта Володимирівна Тополага).
У 2007 році закінчив режисерський факультет Театрального училища ім. Щукіна (майстерня Леоніда Хейфеца).
Працював у Пензенському театрі юного глядача (1990—1992), Воронезькому театрі юного глядача (1993—1997), Саратовському театрі драми (2004—2005), Саратовському театрі російської комедії (1999—2004)

## Особисте життя
Костянтина Тополага одружений з Марією Паріною — візажисткою, художницею по гриму. У шлюбі у подружжя росте дочка Анастасія, яка у 2015 році закінчила Воронезьку державну академію мистецтв.

## Доробок
Театральні робити
- Глумов — «На всякого мудреця досить простоти» Олександр Островський
- Камаєв — «Провінційні анекдоти» Олександр Вампілов
- Костянтин — «Діти Ванюшина» Сергій Найденов
- Великий уламок — «У відкритому морі» Славомир Мрожек
- Оттавіо — «Примхи Маріанни» Альфред де Мюссе
- Угаров — «Провінційні анекдоти» Олександр Вампілов
- Подсекальніков — «Самогубець» Миколи Ердмана

Фільмографія
- 2020 — Тріґґер — Петро Ілліч, начальник виправної колонії
- 2017 — «Оптимісти» — Віктор, батько Нелі
- 2017 — «Таємне місто 3» (у виробництві) — Крисаулас
- 2016 — «Софія» — Данило Дмитрович Холмський
- 2016 — «Поліцейський з Рубльовки» — Дмитро Гущин, бізнесмен
- 2016 — «Москва. Центральний округ. Останній сезон» — Чухров
- 2015 — «Пороги» — епізод
- 2015 — «Занурення» — інвестор; короткометражка
- 2015 — «Відділ» — Полікарпов
- 2015 — «Дід Мазаєв і Зайцеви»
- 2015 — «Непідсудні» — епізод
- 2015 — «Другий шлюб» — Ігор Володимирович Самсонов, керуючий фірмою
- 2015 — «Барси» — Семен Яковлєв, дядько Каті, завгосп літнього табору
- 2015 — «Аргентина» — Балмашев, полковник, начальник РВВС
- 2014 — «Чиста вода біля витоку» — Семен Степанович Гладков, приватний детектив
- 2014 — «Чужа війна» — резидент
- 2014 — «Приватний детектив Тетяна Іванова» — Павло Сергеевмч Гриндін, заввідділенням судмедекспертизи
- 2014 — «Гарні руки» — Петро Миколайович Хмарін, начальник охорони Денисова
- 2014 — «Розплата» — Єрьомін
- 2014 — «Перевізник» — Іван Антонович Калита, підполковник МУРу
- 2014 — «Кат» — Євген, капітан міліції в Красноярську
- 2014 — «Обіймаючи небо» — Дерягін, полковник
- 2014 — «На глибині» — «Лось»
- 2014 — «Морські дияволи. Смерч-2» — Кравцов Федір (Дід)
- 2014 — «Куди відходить кохання» — Борис, приятель Миколи, воєнком
- 2014 — «Закони вулиць» — епізод
- 2014 — «Катерина» — граф Воронцов, віце-канцлер
- 2014 — «Інший майор Соколов» — Бабкін, бандит
- 2014 — «Постріл» — Кириленко
- 2013 — «Скліфосовський 3» — Малєєв, батько Юлі та Сави
- 2013 — «До смерті вродлива» — адвокат
- 2013 — «Департамент» — Ігор Валерійович Лебеденко
- 2013 — «Бульварне кільце» — епізод
- 2013 — «Балабол» — Міхєй, кримінальний авторитет
- 2013 — «Ковзання» — керівник спеціальної операції
- 2012-2013 — «Скліфосовський 2» — Малєєв, батько Юлі та Сави
- 2012 — «Фантом»  — Генрі Ковальчук, співробітник резидентури ЦРУ в Києві
- 2012 — «Уральська мереживниця» — професор
- 2012 — «Топтуни» — Канаєв
- 2012 — «Сталевий метелик» — підполковник Тимашов
- 2012 — «Грач» — майор Захаров
- 2012 — «Під прикриттям» — замовник рейдерів
- 2012 — «Втеча-2» — начальник поїзда
- 2012 — «Прокинемося разом?» — Дмитро Іванович Павлов, новий начальник служби безпеки
- 2012 — «Хто, якщо не я?»  — Дмитро Боровиков
- 2012 — «Життя і доля»  — маршал Василевський Олександр Михайлович
- 2012 — «Брат і сестра» (не закінчено) — Дмитро Олексійович Сізов
- 2012 — «Бігль» — Антон Русланович Агальцов, генерал МВС
- 2012 — «Особисте життя слідчого Савельєва» — Геннадій Фомін, фермер
- 2012 — «Дружба особливого призначення» — Іван Павлович Павловський
- 2012 — «Щоденник доктора Зайцевої-2» — слідчий
- 2012 — «Виходжу тебе шукати-2» — Володимир Барсуков
- 2012 — «Буде світлим день» — Іван Іванович Рогов
- 2012 — «Братани-3. Продовження» — Батя, армійський друг Малюти
- 2012 — «Передчуття» — прокурор Московської області
- 2011 — «Чужі крила»  — Ходунов, капітан
- 2011 — «Фізика чи Хімія» — Костянтин Петрович Кабанов, батько Миколи, власник будівництв
- 2011 — «Дільничий» — епізод
- 2011 — «Товариш Сталін» — офіцер
- 2011 — «Товариші полицейські» — Аббакумов, грабіжник
- 2011 — «Таємні зв'язку» — Ігор
- 2011 — «Кінь у води» / Horse to Water
- 2011 — «СМЕРШ. Легенда для зрадника» — — «цяця», кримінальник, унтер-офіцер школи абверу
- 2011 — «Профіль вбивці» — — Гліб Борисович Демченко, полковник, начальник карного розшуку
- 2011 — «Правила маскараду» — — Артем, водій
- 2011 — «Пілот міжнародних авіаліній» — — співробітник спецслужб
- 2011 — «Павутина-5» — Прокурорський
- 2011 — «Глухар. Знову Новий!» — Олексій Сергійович, полковник
- 2011 — «Спадкоємиця» — Жулін
- 2011 — «Москва. Три вокзалу» — Степан Петрович, перевіряючий з главку
- 2011 — «Лжесвідок» — Карп, кілер
- 2011 — «Лісник» — — Семен Алексєєв
- 2011 — «Казнокради» — помічник Абакумова
- 2011 — Глухар-3 — Арсеній Романцев, бізнесмен
- 2011 — Бомбила — Василь Іванович Жарков, керівник приватного охоронного підприємства
- 2011 — «Бігти» — Кузнецов, полковник спецназу
- 2010-2011 — «Серце Марії» —Дмитро Воропаєв
- 2010 — «Універ» — психоаналітик
- 2010 — «Точка кипіння» — Володимире Івановичу, лікар медцентру
- 2010 — «Судмедексперти» — Георгій Андрійович Молін
- 2010 — «Стріляючі гори» — Роман Іванович Лоськов, генерал
- 2010 — «Мєнт в законі-2» — епізод
- 2010 — «Кохання та інші дурниці» — адвокат
- 2010 — «Застиглі депеші» — Андрій Лютоєв, УСБ-шник
- 2010 — «Дім зразкового утримання» — охоронець в жіночому таборі
- 2010 — «Богині правосуддя» — полковник міліції
- 2010 — «Банди» — Прогін, капітан
- 2010 — «Адвокатеси» — Гліб Богданов
- 2009 — «Я-Вольф Мессінг» — Сергєєв, підполковник
- 2009 — «Слід» — Барков
- 2009 — «Катя» — Майер, майор
- 2009 — «Висяки-2» — епізод
- 2008 — «Циганки» — Петро, полковник КДБ
- 2008 — «Моя улюблена відьма» — Авдєєв
- 2007 — «Ера Стрільця» — Павло Сергєєв, комерційний директор компанії «Алексер»

## Призи та нагороди
- 2005 — Приз «Золотий Арлекін» — найкраща чоловіча роль за виконання ролі Подсекальнікова у п'єсі Миколи Ердмана «Самогубець», Саратовський Театр російської комедії.
- 2005 — Заслужений артист РФ